# Ivan Netov
Ivan Netov –en búlgaro, Иван Нетов– (Panaguiúrishte, 22 de octubre de 1968) es un deportista búlgaro que compitió en judo. Ganó una medalla de bronce en el Campeonato Europeo de Judo de 1992 en la categoría de –65 kg.

## Palmarés internacional
| Campeonato Europeo | Campeonato Europeo | Campeonato Europeo | Campeonato Europeo |
| Año                | Lugar              | Medalla            | Categoría          |
| ------------------ | ------------------ | ------------------ | ------------------ |
| 1992               | París (Francia)    | Medalla de bronce  | –65 kg             |